# Coccorchestes ferreus
Coccorchestes ferreus är en spindelart som beskrevs av Griswold 1984. Coccorchestes ferreus ingår i släktet Coccorchestes och familjen hoppspindlar. Inga underarter finns listade i Catalogue of Life.